# Monsieur Croche
Monsieur Croche ist ein Phantasiename, den der Komponist Claude Debussy im Verlauf seiner Tätigkeit als Musikkritiker ersann. Er ist Debussys "zweites Ich", sein Gesprächspartner, der wegen seiner direkten und scharfzüngigen Art geliebt und gehasst wurde.

## Hintergrund
1901 wurde Debussy vom Herausgeber der Zeitschrift "Revue Blanche" gefragt, ob er Interesse an einer Tätigkeit als Musikkritiker habe. Da Debussy zu dieser Zeit jede finanzielle Einkommensquelle gelegen kam, nahm er das Angebot an. Seine erste Kritik erschien am 1. April des gleichen Jahres. Monsieur Croche tauchte allerdings erstmals in der Kritik vom 1. Juli auf. Vorbild für diese Figur war Monsieur Teste von Paul Valéry, was die Leserschaft der "Revue Blanche" amüsiert bemerkte. Debussy malte von seinem Croche ein sehr detailliertes Bild: Ein skurriles Männchen, dem Humor völlig abgeht und das allenfalls ein Lächeln produziert, bei dem es einem kalt über den Rücken läuft. Seinen  Beruf gibt Croche mit "Antidilettant" an. Ständiger Begleiter ist eine Zigarre, die bei langen Monologen des Herrn Croche auszugehen pflegt.
Die Anwesenheit von Monsieur Croche in der Musikwelt war aber zunächst nur von kurzer Dauer, da Debussy seine Tätigkeit bei der "Revue Blanche" schon zum Ende des Jahres einstellte. Doch 1905 fragte Louis Laloy, Herausgeber des "Mercure musical", bei Debussy nach, ob dieser sich mit musikkritischen Beiträgen beteiligen wolle. Debussy sagte zunächst zu:
"Räumen sie mir ein Eckchen unter der Überschrift "Gespräche mit Monsieur Croche" ein."
Sehr bald behagte ihm aber die Zusammenarbeit mit den anderen Rezensenten nicht. Zu Laloy meinte er:
"Ich weiß wahrhaftig nicht, was der arme Monsieur Croche unter so vielen hochnäsigen Spezialisten anfangen soll. Ich habe gute Lust, Ihnen mit folgender Anzeige seinen Tod zu melden: Monsieur Croche, der Antidilettant, zu Recht angewidert von den musikalischen Sitten dieser Zeit, ist sanft entschlafen und in die allgemeine Gleichgültigkeit eingegangen. Es wird gebeten, von Blumen und Kranzspenden abzusehen und vor allem keine Musik zu machen."
Debussys erste Pläne, eine Auswahl von Musikkritiken zu bündeln und in einem Buch zu veröffentlichen, gehen offenbar schon auf das Jahr 1906 zurück. Aus ungeklärten Gründen verschob sich das Projekt über Jahre hinweg, Debussy war wohl selbst nicht ganz unschuldig daran. Erst 1913 gab es ein erstes Manuskript, das Debussy noch überarbeiten wollte. Der Erste Weltkrieg brach aus, so dass sich eine weitere Zeitverzögerung ergab. Noch kurz vor seinem Tod 1918 redigierte Debussy die Texte. Erschienen ist der Band "Monsieur Croche antidilettante" erst im Jahr 1921 mit einer Auflage von 500 Exemplaren.

## Monsieur Croche

### Über das Publikum
(...) Haben Sie schon einmal die Feindseligkeit des Publikums im Konzertsaal bemerkt? Haben Sie sich je diese Gesichter angeschaut, grau vor Langeweile, Gleichgültigkeit, ja Stumpfsinn? Niemals werden sie jene reinen Dramen miterleben, die sich im symphonischen Konflikt abspielen, wo man die Möglichkeit erahnt, zum Gipfel des Klanggebäudes emporzusteigen und dort die Luft der vollkommenen Schönheit zu atmen. Diese Leute, mein Herr, wirken immer wie mehr oder weniger gut erzogene Gäste: Sie erfüllen geduldig ihre langweilige Pflicht und harren nur deshalb aus, weil sie am Ausgang gesehen werden wollen; warum wären sie sonst gekommen? (...)

### Über zeitgenössische Komponisten
(...) Sehen Sie, einige große Männer bringen mit geradezu hartnäckigem Starrsinn immer wieder Neues hervor; viele andere dagegen tun fortwährend und ebenso hartnäckig immer nur das, womit sie einmal Erfolg hatten: Ihre Geschicklichkeit lässt mich kalt. Man rühmt sie als Meister! Aber das ist nur eine höfliche Art, sie sich vom Hals zu schaffen, oder ihnen ihre allzu gleichförmigen Kunstgriffe nachzusehen. Auf jeden Fall versuche ich, die gängige Musik zu vergessen, weil sie mich daran hindert, jene zu hören, die ich noch nicht kenne oder erst morgen kennen werde. Warum sich an das halten, was man nur zu gut kennt? (...)